# 至高者 (クルアーン)
『至高者』とは、クルアーンにおける第87番目の章（スーラ）。19の節（アーヤ）から成る。マッカ啓示に分類される。

## 内容
アッラーフの導きについて述べられる。